# Benin International 2022
Die Benin International 2022 im Badminton fanden vom 8. bis zum 11. September 2022 in Ouidah statt.

## Sieger und Platzierte
| Disziplin    | Gold                             | Silber                                      | Bronze                                      |
| ------------ | -------------------------------- | ------------------------------------------- | ------------------------------------------- |
| Herreneinzel | Ong Zhen Yi                      | Bahaedeen Ahmad Alshannik                   | Chua Kim Sheng                              |
| Herreneinzel | Ong Zhen Yi                      | Bahaedeen Ahmad Alshannik                   | Hooi Shao Herng                             |
| Dameneinzel  | Loh Zhi Wei                      | Joanne Ng                                   | Nour Ahmed Youssri                          |
| Dameneinzel  | Loh Zhi Wei                      | Joanne Ng                                   | Domou Amro                                  |
| Herrendoppel | Christian Bernardo Alvin Morada  | Saddam Sidi Rufai Khalil Safana Shamsuddeen | Gbenoukpo Sebastiano Degbe Tobiloba Oyewole |
| Herrendoppel | Christian Bernardo Alvin Morada  | Saddam Sidi Rufai Khalil Safana Shamsuddeen | Kareem Ezzat Mohamed Mostafa Kamel          |
| Damendoppel  | Alyssa Leonardo Thea Marie Pomar | Jana Abdelkader Nour Ahmed Youssri          | Anna Gladys Akakpo Pernelle Fabossou        |
| Damendoppel  | Alyssa Leonardo Thea Marie Pomar | Jana Abdelkader Nour Ahmed Youssri          | Christiana Olajumoke Obasanmi Faridah Umar  |
| Mixed        | Alvin Morada Alyssa Leonardo     | Christian Bernardo Thea Marie Pomar         | Bahaedeen Ahmad Alshannik Domou Amro        |
| Mixed        | Alvin Morada Alyssa Leonardo     | Christian Bernardo Thea Marie Pomar         | Oswald Ash Fano-Dosh Adjele Joeline Degbey  |